# 金曜ミステリー劇場
『金曜ミステリー劇場』（きんようミステリーげきじょう）は、1982年6月4日から同年9月24日までTBS系列局が編成していたテレビドラマ枠である。大映テレビとTBSの共同製作。編成時間は毎週金曜 21:00 - 21:55 （日本標準時）。

## 放送作品
- 六月の危険な花嫁（6月4日 - 6月25日、主演：夏目雅子）
- のぶ子の災難（7月2日 - 7月23日、主演：石原真理子）
- 過去のない女たち（7月30日 - 8月27日、主演：池上季実子）
- 松本清張の「顔」（9月3日 - 9月24日、主演：烏丸せつこ）

## 主題歌
- ダンスはうまく踊れない（高樹澪）

## 放送局
- TBS：金曜 21:00 - 21:55（制作局）
- 新潟放送：金曜 21:00 - 21:55[1]
- 北日本放送：月曜 22:00 - 22:54（「月曜ミステリー劇場」に改題して放送）[2]
- 北陸放送：金曜 21:00 - 21:55[1]
- 福井放送：土曜 23:00 - 23:55[3]